# محمود قبه زرین
محمود قبه زرین (۱۳۱۹ – ۱۳۸۹) تهیه کنندهٔ رادیو، دوبلور و بازیگر تئاتر و سینما بود. او از سال ۱۳۴۲ در رادیو و تلویزیون تبریز استخدام شد. همچنین در سال ۱۳۴۷ «گروه هنری آریا» را در تبریز تأسیس کرد. وی در آذر ۱۳۸۹ درگذشت.

## فیلمشناسی
- بانوی من
- شهر زیبا
- مارمولک

## صداپیشه
- شرک- دوبلور شخصیت حاکم (پدر فیونا)
- اغما (مجموعه تلویزیونی)- گویندگی به زبان آذری

## نمونه اشعار

### صبح نمازی!
چال عاشیق
چال سازی سسلندیر آماندیر
یوخو آلدی گؤزومو
گون قارانلیق
سو بولاندیق
اولوب ائل یوردو دومانلیق
سؤندوروب یئل کؤزومو
قهرمان اوغلوون عاشیق داها یوخدور دؤزومو
سؤنموش او اودلاری مضرابیله اودلاندیر عاشیق
سویموش او قانلاری قاینات گویه داشلاندیر عاشیق
قوی نفس گلسین ائله
باغلایاق شالی بئله
دایاناق سئل قاباغیندا
بابالارمیز سایاغیندا
هایلا گلسین نبینی ال ده تفنگی هابئله
قوچ کوراوغلو دلیلرله گله، بابک دیریله
هامی وئرسین ال اله،
قوی سنین دوشمانیوین نسلی کؤکوندن قوروسون.
چال ظفر نغمه سینی سس بو دیاری بوروسون
عاشیق آوازی، سازی ائل بوغازی
گئجه دن چوخلو کئچیبدیر
قالیب البته آزی
یئتریب صبح نمازی!
دا غلارین باشی مناره ن!
سازین آواسی اذان!
پرده لر حمدیله سوره
شور شهنازدا قرآن!
هایلا ستارخان ائلی،
اونون ال بیر فامئلی،
بو سحر وقتی قیام ائیله ی هلر،
قیلالارصبح نمازین
بحثی تمام ائیله ی هلر.
1356
بیر نهال اکدیم کی حالیم حال اولا
بارلانا بار یایله باغریم بال اولا
ایسته ییم بیر یارِ شیرین خو یدیر
صورتی زیبا، لبینده خال اولا
اینجه بئل، سیمین بدن آهو باخیش
لب یئتیشمیش سینه لاکن کال اولا
پایکوبان می پرست مستانه لر
تار کمان غوغا سالا چال چال اولا
لب لبه، ال بئلده، سینه سینه ده
قول بویون یار یایله گون لر سال اولا
کیم بَیَنمز گر بو احوالی گؤروم
کار اولا گوشی زبانی لال اولا
عاشقم من ، عشقیم آذربایجان
قوی آراز یارین بئلینده شال اولا
75/9/29